# 愛田奈々
愛田 奈々（あいだ なな、1980年11月14日 - ）は、日本のAV女優。

## 人物・略歴
- 東京都出身で趣味は読書、クラリネット。
- 2003年 - 三津なつみとしてアリスJAPAN（ジャパンホームビデオ）から『AJIMILK』でAVデビュー。
- 2004年 - 『デジタルモザイク Vol.43』でMOODYZよりセルデビュー。
- 2005年 - テレビドラマ 特命係長 只野仁（2ndシーズン） （テレビ朝日）に出演。
- 2008年2月20日に自身のブログで引退することを表明した。
- 2008年8月24日 - 新しいブログ「なつみ★今日のなつ日和★」（アメブロ）を立ち上げる。
- 2010年にブログは閉鎖される。
- 2011年8月 - マドンナより愛田奈々名義で専属で復活。
- 2014年 - 井川耕一郎監督・脚本の映画『色道四十八手 たからぶね』に主演した[2]。

## 作品

### アダルトビデオ

#### 三津なつみ 名義
- AJIMILK（10月31日、アリスJAPAN） ※デビュー作
- 欲張りな乳房（11月21日、アリスJAPAN）
- 家庭教師は妹の友達（12月26日、アリスJAPAN）

- 制服人形 部活編（1月23日、アリスJAPAN）
- 美乳Mメイド（2月27日、アリスJAPAN）
- 風俗で三津なつみとしたいっ!（3月12日、アリスJAPAN）
- いきなりReMIX（4月21日、ビッグモーカル）
- 激羞恥 三津なつみ(レンタル） / はずかしいよぉ FULL-course 三津なつみ(セル）（5月14日(セル） / 5月26日(レンタル）、ビッグモーカル）
- Private（6月10日、ビッグモーカル）共演:田村麻衣
- デジタルモザイク Vol.43（7月15日、MOODYZ）
- 美少女M覚醒（8月15日、MOODYZ）
- 会員制マニア風俗店（9月15日、MOODYZ）
- 性的改造計画（10月15日、MOODYZ）
- ドリームウーマン VOL.41（11月15日、MOODYZ）
- 使い捨てM奴隷 13（12月15日、MOODYZ）

- 着エロ、フェチズム、FUCK（1月15日、MOODYZ）
- 最高のオナニーのために 三津なつみ ※オナニーグッズ付き（2月15日、MOODYZ）
- 黒人とセックス、デジタルモザイク（3月1日、MOODYZ）
- NATURAL（5月6日、桃太郎映像出版）
- BEAUTY QUEEN（5月6日、桃太郎映像出版）
- コスプレックス（6月3日、桃太郎映像出版）
- 黒人と美女と乱交（7月1日、MOODYZ）共演:nana
- ビージーン 123（7月8日、桃太郎映像出版）
- Wild Thing X（8月12日、桃太郎映像出版）
- HELP ME!!（9月2日、桃太郎映像出版）
- アナル解禁!!（10月6日、桃太郎映像出版）
- 激裏通信（10月24日、激裏）他出演:Kay.
- ぬるぬる（11月17日、桃太郎映像出版）
- 中出しスペシャル（12月15日、桃太郎映像出版）
- Pururun Style!!（12月15日、桃太郎映像出版）

- 快楽の滴 2（1月28日、サクセス・ビデオコミュニティー）出演:安西美穂
- イカせ続けると女はどーなるのか?（2月1日、ワンズファクトリー）
- まんぐり人形（2月4日、アロマ企画）
- 極上奴隷秘書（2月4日、タカラ映像）
- THE巨乳義妹 2 ［キケンな距離感］（2月10日、ドリームチケット）※オムニバス作品
- アナウンサー 中出し20連発（2月16日、アイエナジー）
- ウルトラデジモ。スチュワーデスEROBODY（2月19日、クロス）
- 拘束M名器（3月1日、ワンズファクトリー）
- THE巨乳 家庭教師6 ［憧れのボインティーチャー］（3月10日、ドリームチケット）出演:あおば、千葉こずえ
- 雌女anthology #029 「女の口は嘘をつく。」（4月7日、アウダースジャパン）
- THE巨乳ウェイトレス3 ［官能ボイン喫茶］（4月10日、ドリームチケット）出演:山下真耶、松野しほ
- ハイパー スレスレ モザイク VOL.14（4月20日、アイエナジー）
- ヌキ過ぎ!!ハーレム3時間（4月20日、ジェイモデル）共演:真鍋あや、矢藤あき、飯沢もも
- 美乳カメラ（4月25日、イエロー）
- CELE SLAVE ～奉仕する極上オンナ～（5月4日、タカラ映像）
- 女怪盗女豹4密林の秘宝プアゾン（5月7日、アタッカーズ）共演:立花里子、綾乃梓
- 僕らの天使たち（7月7日 桃太郎映像出版）出演:西田美沙、みゆき真実、宝月ひかる、小森美王、七海菜々、椎名れいか、ひな
- ノーモザイクおまんこ 5（7月13日、カルマ）共演:持田茜、松野ゆい
- 三津なつみを拘束電マ 痙攣潮吹き連続アクメ 中出し（8月13日、カルマ）
- 集団痴女 お姉ギャル 完全版（8月18日、おかず。(ケイ・エム・プロデュース））共演:菅野亜梨沙、今野由愛、早乙女みなき、藤咲うらら、優木美沙
- 毒舌AV女優と男42歳丸裸の旅 ～単体女優・三津なつみと過ごした72時間～（9月19日、ドグマ）
- ちょっと戦う三津なつみの野外露出生で中に出しまくり+レイプ（11月4日、甲斐正明事務所（ブリット））
- 痴漢猥褻男（12月7日、アイエナジー）※オムニバス作品
- 彼女のカノジョと*15（12月29日、ゴーゴーズ）共演:百瀬ゆうな

2007年
- 私立IP女学院2（3月1日、アイデアポケット）共演:辻あずき、姫川りな、島田香奈、松野ゆい、大石もえ、鈴木ありさ、熊川まき、瀬咲るな、星優乃、堤恵利那、海野なつ 他4人
- NEXT M Generation 狂乱女たちの宴（4月7日、アタッカーズ）共演:唐沢美樹、松村かすみ
- ド変態 過激大乱交 2（4月19日、SODクリエイト）共演:大石もえ、さとう和香、村上里沙
- クイズ\レイプショック2007 不正解者は即生中出し輪姦です!（5月3日、ディープス）出演:羽田夕夏、大沢佑香、仲村もも、東城えみ ※AV OPEN 2007エントリー作品
- FELLATIO FESTIVAL 5（6月1日、アイデアポケット）出演:原千尋、松野ゆい、瞳れん、海野なつ、楓はるか、辻あずき、黒沢英里奈（喜田嶋りお）、SAYA、堤恵利那、宝月ひかる、島田香奈 他
- 地獄の女神（6月7日、アタッカーズ）共演:上原留華
- 極悪裏撮影隊 3穴同時挿入地獄（6月21日、ヒビノ）
- アナル奴隷白書（7月7日、アタッカーズ）
- 僕がペット 集団痴女編（7月20日、REAL）共演:月嶋りお、藤咲飛鳥、加瀬あゆむ、星優乃、伊藤結衣
- 美乳くびれ美女に生中出し（9月19日、エムズビデオグループ）
- 極道の女 美人組長 公開凌辱処刑（11月7日、アタッカーズ）共演:紅月ルナ、風間ゆみ

#### 愛田奈々 名義
- 友人の嫁（8月7日、マドンナ）
- 女教師 背徳の学園内淫行（9月7日、マドンナ）
- 愛人同伴出張 〜不倫交尾〜（10月7日、マドンナ）
- 義母輪姦 〜大家族に嫁いだ人妻〜（11月7日、マドンナ）
- 人妻潜入捜査官〜I県Y市風俗ビル一斉捜査編〜（12月7日、マドンナ）

- 人妻の恥ずかしいお仕事 〜美尻ピンクコンパニオン宴会羞恥〜（1月7日、マドンナ）
- 美熟女レズビアン 〜嫉妬に濡れる姉妹の絆〜（2月7日、マドンナ）共演:秋野千尋
- 人妻奴隷市場 特別編（3月25日、マドンナ）
- 丸ごと! SPECIAL8時間（5月7日、マドンナ）※単体ベスト
- 囚われた人妻 〜恥辱に濡れた家庭内監禁調教〜（6月7日、マドンナ）
- 人妻レズスイミングレッスン（7月7日、マドンナ）共演:さとう遥希
- 縛られた人妻 〜恥辱の緊縛品評会〜（8月7日、マドンナ）
- 専属女優豪華共演!! 人妻ビーチバレー物語〜情熱の島〜（9月7日、マドンナ）共演:青山葵、山本美和子
- さとうきび畑の母（10月7日、マドンナ）
- 人妻夜這い祭り 〜古き因習に犯された人妻の果て無き情欲〜（11月7日、マドンナ）
- 美熟女ソープ壺姫御殿（12月7日、マドンナ）

- 和服妻凌辱（1月7日、マドンナ）
- あなた、許して…。-思い出迷子-（2月7日、アタッカーズ）
- 家庭教師奈々先生の中出し授業（3月7日、BeFree）
- 丸ごと!SPECIAL8時間 Vol.2（3月25日、マドンナ）※単体ベスト
- 奴隷色の人妻（4月7日、アタッカーズ）
- パイパン人妻オフィスレディ 〜恥辱に満ちた苦悶の剃毛遊戯〜（5月7日、マドンナ）
- 人妻奴隷宿 ～丁半の果て… 博徒に縛られた肉体～ 愛田奈々（6月7日、マドンナ）
- 人妻の恥ずかしい日焼けあと～剥き出しにされた卑猥なビキニライン～ 愛田奈々（7月7日、マドンナ）
- ハイソ夫人の貞操帯 愛田奈々（8月7日、マドンナ）
- 原作・艶々×宇野みづき 密やかに熟れる花 背徳コミックの名作ついに実写化!! 愛田奈々（9月7日、マドンナ）
- 夫が消えた その日から…。 愛田奈々（10月7日、アタッカーズ）
- Madonna × E-BODY × kira☆kira × kawaii* × ATTACKERS 5メーカーコラボ作品第4弾! 秘湯 淫華温泉 ～乱交の湯に濡れる母～ 愛田奈々 秋野千尋 澤村レイコ 翔田千里（10月25日、マドンナ）
- ATTACKERS × E-BODY × kira☆kira × kawaii* × Madonna 5メーカーコラボ作品第5弾! 秘湯 淫華温泉 湯けむり性奴隷化計画 愛田奈々 西條るり 尾上若葉 友田彩也香 夕樹舞子 芹沢つむぎ さくら悠（11月7日、アタッカーズ）
- 人妻女将が露出する旅館 愛田奈々（11月25日、マドンナ）
- Madonna10周年記念作品 マドンナ熟女祭  ～10年に1度の大祭を仕切るのは誰!? 愛液乱れ飛ぶ婦人会対抗の乱～ 白木優子 愛田奈々 小森愛 三浦恵理子 結城みさ 翔田千里 村上涼子 北条麻妃 風間ゆみ 牧原れい子 友田真希（12月25日、マドンナ）

- これから私、犯されます 愛する夫のために… 愛田奈々（1月25日、マドンナ）
- 美人女将 凌辱女体接待 8 愛田奈々（2月7日、アタッカーズ）
- ROOKIE × E-BODY × kira☆kira × kawaii* × Madonna × ATTACKERS 6メーカーコラボ作品 第6弾! 秘湯 淫華温泉【完全版＋α】 豪華!! 人気女優総勢18名 × 28P淫乱大乱交SP!! 安土結 尾上若葉 葵こはる 愛須心亜 神川ひな 西條るり 小早川怜子 椎名まりな 木村つな 桜井あゆ 友田彩也香 芹沢つむぎ 秋野千尋 翔田千里 愛田奈々 北乃ちか さくら悠 澤村レイコ（2月19日、ROOKIE）
- 義母略奪 愛田奈々（3月7日、アタッカーズ）
- 丸ごと! 愛田奈々8時間 ～愛のままにわがままに僕は奈々だけを離さない～（3月25日、マドンナ）※単体ベスト
- 終わりなき逃避行 ～お義父さんと一緒なら、死んでもいい…。～ 愛田奈々（4月25日、マドンナ）
- 人妻車掌痴漢電車 ～晒された制服の内に秘めた肉欲～ 愛田奈々（5月25日、マドンナ）
- 奪われた新築マイホーム ～夫が居ない3日間で自宅完全支配～ 愛田奈々（6月25日、マドンナ）
- 義父に寝取られた未亡人 夫の生家で縛られて… 愛田奈々（7月25日、マドンナ）
- 夫は知らない ～私の淫らな欲望と秘密～ 愛田奈々（8月25日、マドンナ）
- 隣の奥さんと卑猥なかくれんぼ 愛田奈々（9月25日、マドンナ）
- 人妻の卑猥な接吻と性交 ～義弟との秘めた口淫に蕩ける兄嫁～ 愛田奈々（10月25日、マドンナ）
- パニック 2  淫辱へのカウントダウン 愛田奈々 木島すみれ（11月7日、アタッカーズ）
- 寝取られた献身妻 愛田奈々（12月7日、アタッカーズ）

- 背徳の檻 幸せな二組の夫婦を襲う禁断の監禁強制スワッピング凌襲 美波なみ 愛田奈々（1月1日、アイデアポケット）
- 聖なる生贄 訪問カウンセラー 奈都子 愛田奈々（2月7日、アタッカーズ）
- 丸ごと! 愛田奈々SPECIAL 8時間（2月7日、マドンナ）※単体ベスト

- 愛田奈々 The Revival Best 4枚組16時間 マドンナ史上、最高峰の美人妻!! 58本番SPECIAL（9月27日、マドンナ）※単体ベスト

### イメージビデオ
- 真裸[MAPPA] 三津なつみ （2004年2月28日、シャッフル）
- 裸体 marvelous （2005年9月30日、シャッフル） - 共演:飯沢もも、青木玲、涼果りん、藍山みなみ

### 写真集
愛田奈々 名義
- DIA COLLECTION（2013年10月11日、ダイアプレス、撮影：マキハラススム）ISBN 978-4862148148

## 出演

### 映画
- 色道四十八手 たからぶね（2014年10月4日公開、PGぴんくりんく、井川耕一郎監督）
- 官能エロ実話 ハメられた人妻（2014年10月10日公開、オーピー映画、池島ゆたか監督）

### オリジナルビデオ
- 愛奴霊 処女のはらわた （2004年5月22日、TMC）
- 新・痴漢（秘）劇場～猥らな肉芽いじり～ （2005年7月23日、竹書房）
- プチ濡れメール白書 彼氏にはナイショで （2005年12月15日、レジェンド・ピクチャーズ）

### テレビ
ドラマ
- 金曜ナイトドラマ 特命係長 只野仁（2ndシーズン） （2005年1月14日 - 3月18日、テレビ朝日） － 第15話ゲスト出演
- 混浴露天風呂連続殺人第24作 大誘拐!秘湯捜査線〜蔵王〜銀山〜赤倉〜泥湯〜鎌先温泉（2004年12月18日、テレビ朝日）温泉ガールズとして出演

バラエティー
- Peach-Pit 桃のたね（MONDO TV）
- せんべろ女とホルモンおやじ#02 北区のオアシス・赤羽編（フジテレビワンツーネクスト）